# (403) Киана
(403) Киана (др.-греч. Κυανῆ) — астероид главного пояса, который принадлежит к светлому спектральному классу S. Он был открыт 18 мая 1895 года французским астрономом Огюстом Шарлуа в Ницце и назван в честь древнегреческой нимфы Кианы.

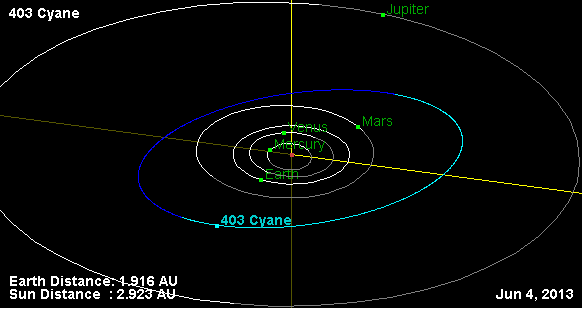
Орбита астероида Киана и его положение в Солнечной системе